# Miguel Guerrero Sánchez
Miguel Guerrero Sánchez (Otívar, Granada, 1936) es un político comunista español.
Emigrado a Barcelona, fue un activo antifranquista como miembro del Partit Socialista Unificat de Catalunya (PSUC) y de las Comisiones Obreras (CCOO). Igualmente presidió la Unión de Trabajadores y Técnicos (UTT) de la rama del agua, luz y electricidad en la provincia de Barcelona del Sindicato Vertical franquista.
Fue Vocal Nacional, cargo que utilizó para construir la coordinadora estatal de Energía de CCOO en la clandestinidad, lo cual siervo como plataforma ya en la legalidad, de la Federación Estatal de Energía de CCOO, siendo su primer secretario general.
Detenido en diferentes ocasiones durante el franquismo, fue secretario general de la Unión Local de CCOO de Badalona, y posteriormente concejal del PSUC en este municipio tras las primeras elecciones municipales tras la muerte del general Francisco Franco, en 1979.
Participó activamente en el V Congreso del PSUC en contra de las tesis eurocomunistas, fue miembro del Comité Central del PSUC y posteriormente del Partido de los Comunistas de Cataluña (PCC) desde su creación, de dónde fue expulsado por su cercanía al proyecto que representaba el Partido Comunista de los Pueblos de España (PCPE), partido hermano del PCC.[cita requerida]
Actualmente es el secretario general del Partit Comunista del Poble de Catalunya (PCPC) y miembro del Comité Central del PCPE.
- Datos: Q9032748